# Attentato di Barcellona del 17 agosto 2017
L'attentato terroristico di Barcellona ha avuto luogo il 17 agosto 2017, sulla via principale della città, la Rambla, seguito, poco dopo la mezzanotte, da un altro attacco, di minor gravità, nella cittadina di Cambrils.
L'attacco è stato il peggior attentato terroristico in Spagna dagli attentati di Madrid del 2004 e in particolare in Catalogna dalla strage dell'Hipercor del 1987.
L'Amaq News Agency, collegata all'ISIS, affermò che quest'ultimo ha rivendicato l'attacco come reazione alla strategia della coalizione anti-ISIS, di cui la Spagna è un membro.

## Gli eventi

### L'attacco sulla Rambla

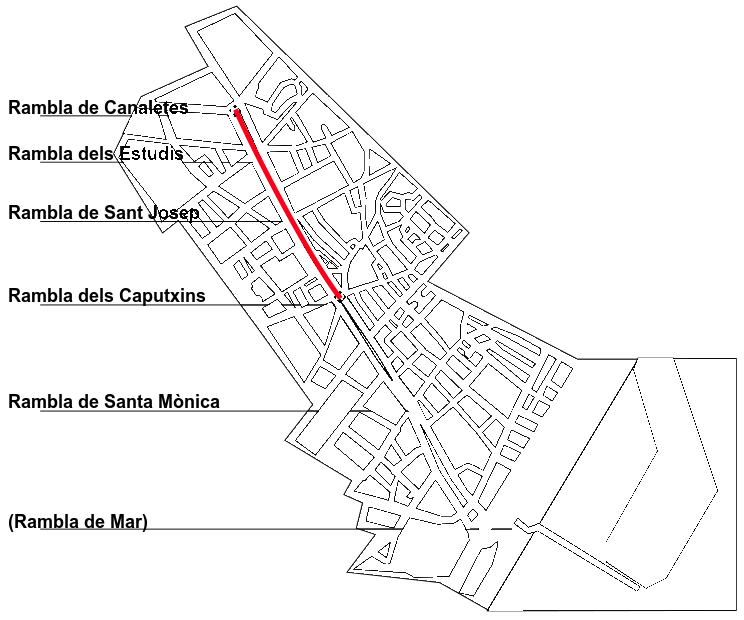
La distanza coperta dal camioncino durante l'attentato.

Circa alle ore 16:50 (CEST) del 17 agosto 2017, Younes Abouyaaqoub, alla guida di un camioncino Fiat Talento bianco, entrò nella zona pedonale de La Rambla, il celebre viale di Barcellona, attraversandola ad alta velocità per circa 550 metri, tra Plaça Catalunya e il Gran Teatre del Liceu, investendo i pedoni al suo passaggio fino a interrompere la corsa di fronte al mosaico di Joan Miró.
Diversi testimoni affermarono che il veicolo zigzagava tra la folla cercando di investire pedoni e ciclisti lungo il cammino. I numerosi impatti ricevuti dal veicolo causarono lo scoppio dell'airbag e l'avvio del sistema di protezione del guidatore che bloccò il veicolo. Nella confusione, Abouyaaqoub riuscì a dirigersi a piedi verso il distretto universitario, dove accoltellò a morte il conducente di una Ford Focus e fuggì a bordo dell'auto, speronando un posto di blocco della polizia sull'Avinguda Diagonal nel quale un agente rimase ferito. Il guidatore abbandonò il veicolo dopo essersi fermato poco fuori Barcellona, presso Sant Just Desvern. All'interno dell'auto, la polizia trovò il proprietario del mezzo riverso sul sedile posteriore, ucciso da una coltellata.

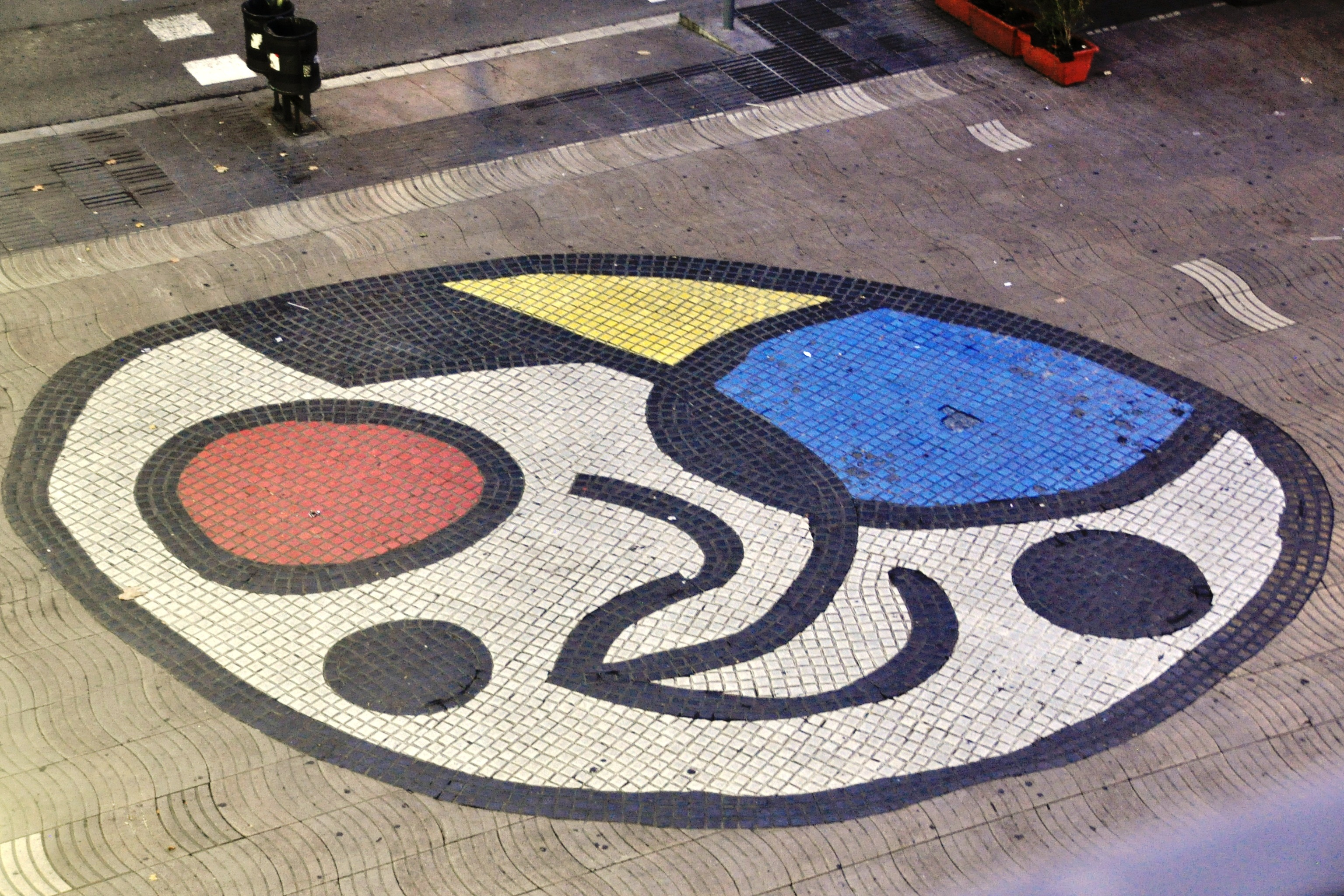
Il mosaico di Mirò, dove si fermò il veicolo

Alle 20:20 circa, il governo catalano confermò la morte di 13 persone e che 15 dei feriti risultavano essere gravi, quindi il bilancio sarebbe potuto peggiorare. Alle 20:29, i Mossos d'Esquadra riferirono che non vi era nessuna presa di ostaggi in un bar turco, come invece era stato precedentemente riferito dai media.

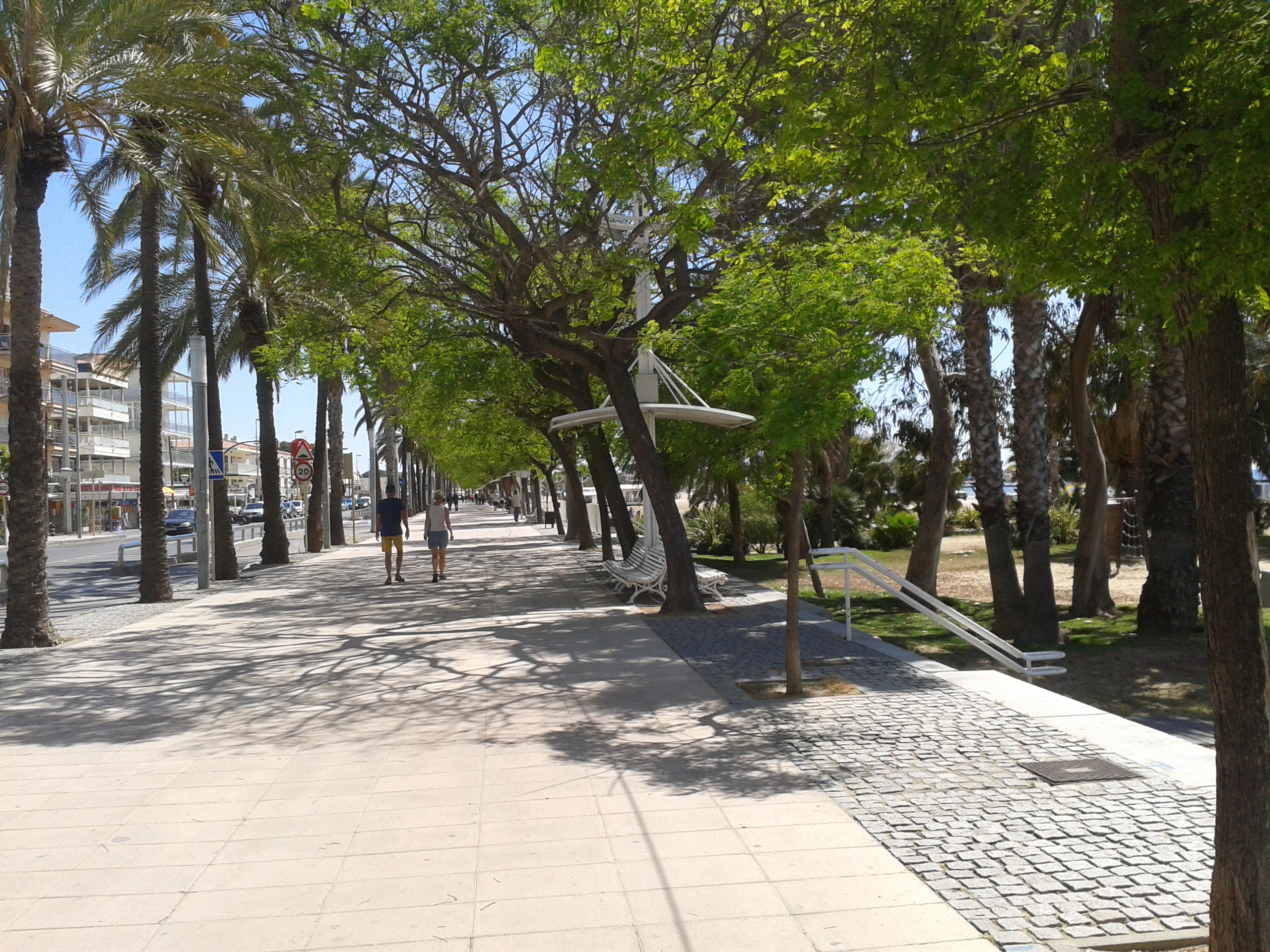
Passeig Marítim, il luogo del secondo attentato

### L'attentato di Cambrils
Alle ore 21:30 del 17 agosto, Houssaine Abouyaaqoub, Omar Hichamy, Mohamed Hichamy, Moussa Oukabir e Said Aalla furono ripresi da una telecamera di sicurezza di un negozio di Cambrils, mentre compravano armi da taglio. Circa alle ore 01:00 del 18 agosto, a Cambrils, la polizia uccise i cinque, di cui quattro erano in azione cercando di travolgere i passanti in una zona pedonale, a bordo di una Audi A3. Dopo essersi schiantati contro un blocco di polizia, armati di coltelli e machete cercarono di aggredire i passanti e le forze di polizia minacciando di far esplodere le cinture esplosive risultate poi finte.
Un solo agente di polizia aprì il fuoco, uccidendo i quattro assalitori che erano a bordo dell'auto; il quinto verrà colpito poco dopo e morirà ore più tardi, a causa delle ferite. In tutto, sei civili e un poliziotto rimasero feriti; una donna morì qualche ora dopo, in seguito alla gravità delle ferite riportate.

## Le indagini
Il camioncino Fiat Talento risultò essere stato noleggiato a Santa Perpètua de Mogoda da un uomo di origine marocchina con precedenti penali, Younes Aboyaaqoub stesso; venne noleggiato anche un altro furgone, simile al primo, il quale venne considerato un veicolo di fuga e ritrovato verso sera in un sottopasso, presso Vic.
Per il noleggio del secondo veicolo, venne ricercato un altro uomo di origini marocchine, il quale però si consegnò spontaneamente alla polizia di Ripoll, dove risiede, dopo aver visto la sua foto in televisione, affermando di essere estraneo ai fatti. La polizia, confermata la versione del marocchino, indirizzò le indagini verso il fratello minore, Moussa Oukabir, che avrebbe rubato i documenti del fratello maggiore per noleggiare il veicolo.
Younes Abouyaaqoub, dopo una fuga di quattro giorni, venne rintracciato il 21 agosto 2017 dai Mossos d'Esquadra a Subirats e ucciso nel tentativo di arresto, dopo aver minacciato la polizia con una cintura esplosiva, risultata poi essere finta.

### L'esplosione di Alcanar
Il 16 agosto 2017 il giorno prima dell'attentato, una esplosione distrusse una casa ad Alcanar, uccidendo un imam, Abdelbaki Es Satty, e un altro uomo, Youssef Aallaa. La polizia inizialmente imputò tale esplosione a una fuga di gas ma, in seguito, l'avvenimento venne collegato all'attacco a Barcellona, in particolar modo dopo che l'analisi del DNA confermò che tra le vittime vi era l'imam di Ripoll, il paese da cui provenivano i componenti della cellula terroristica. L'imam venne così considerato la mente di un gruppo di terroristi, il cui progetto probabilmente era molto più ambizioso e forse comprendeva un attacco alla Sagrada Família; tuttavia, in seguito all'esplosione della casa, dovettero cambiare piano ed eseguirono l'attentato nelle modalità con cui poi divenne noto.
Nell'esplosione rimase ferito un cittadino marocchino che venne condotto in ospedale, dove fu in seguito interrogato dalla polizia. Centoventi contenitori di butano e propano furono ritrovati all'interno della casa, assieme del perossido di acetone (TATP), un noto esplosivo. La polizia ritenne quindi che l'esplosione avvenne accidentalmente a causa di una mala gestione delle bombole di gas. Una seconda esplosione avvenne nello stesso luogo durante gli scavi delle macerie, molto probabilmente a causa di una bombola di gas rimasta sotto i detriti e colpita da una scavatrice. Nove persone rimasero ferite, tra cui un poliziotto in condizioni gravi.

### Gli arresti
La polizia arrestò in tutto quattro uomini legati ai due attacchi. Tre sono stati fermati a Ripoll: il proprietario dell'Audi usata nell'attentato a Cambrils, Driss Oukabir (fratello di Moussa Oukabir, uno degli attentatori di Cambrils) e un terzo uomo. Ad Alcanar è stato fermato Mohamed Houli Chemlal, il ventenne sopravvissuto all'esplosione. Chemlal e Oukabir sono stati accusato di essere membri di un'organizzazione terroristica e omicidio, con il primo accusato anche di possesso di materiale esplosivo.

## Le vittime

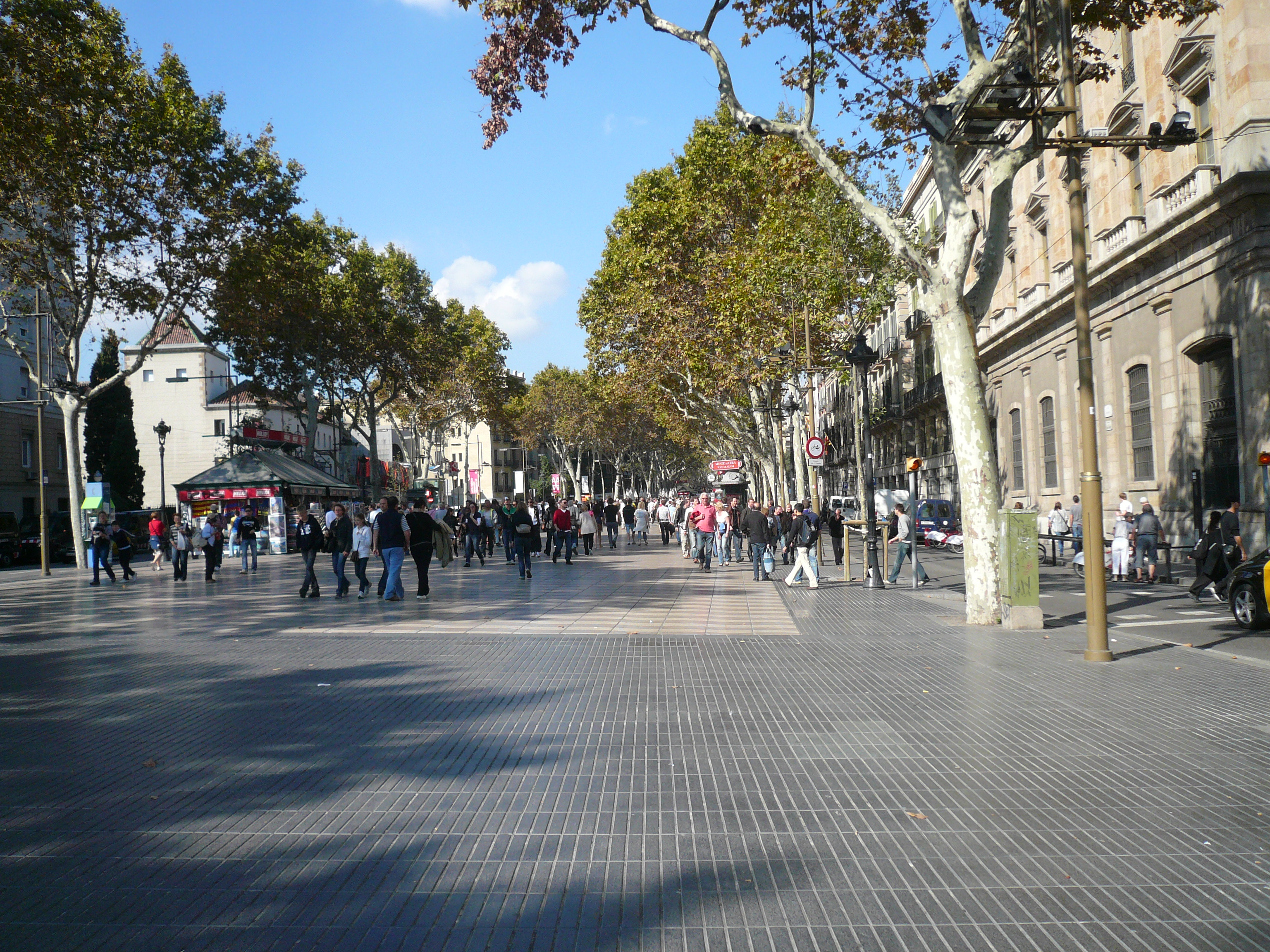
Il luogo dove l'attacco ha avuto inizio

Le prime notizie giunte dal luogo dell'attentato riferirono di due morti e una dozzina di feriti, tuttavia, il bilancio dovette aggravarsi, aggiungendo alle 14 vittime sulla Rambla, la vittima di Cambrils, uno dei feriti sulla Rambla e il guidatore accoltellato a morte. Sedici persone morirono in tutto, mentre oltre 130, di almeno trentaquattro nazionalità diverse, rimasero ferite.
| Nazionalità             | Morti |
| ----------------------- | ----- |
| Spagna                  | 5     |
| Italia                  | 2     |
| Portogallo              | 2     |
| Belgio                  | 1     |
| Canada                  | 1     |
| Stati Uniti             | 1     |
| Germania                | 1     |
| Italia / Argentina      | 1     |
| Spagna / Argentina      | 1     |
| Australia / Regno Unito | 1     |
| Totale                  | 16    |

## Le reazioni

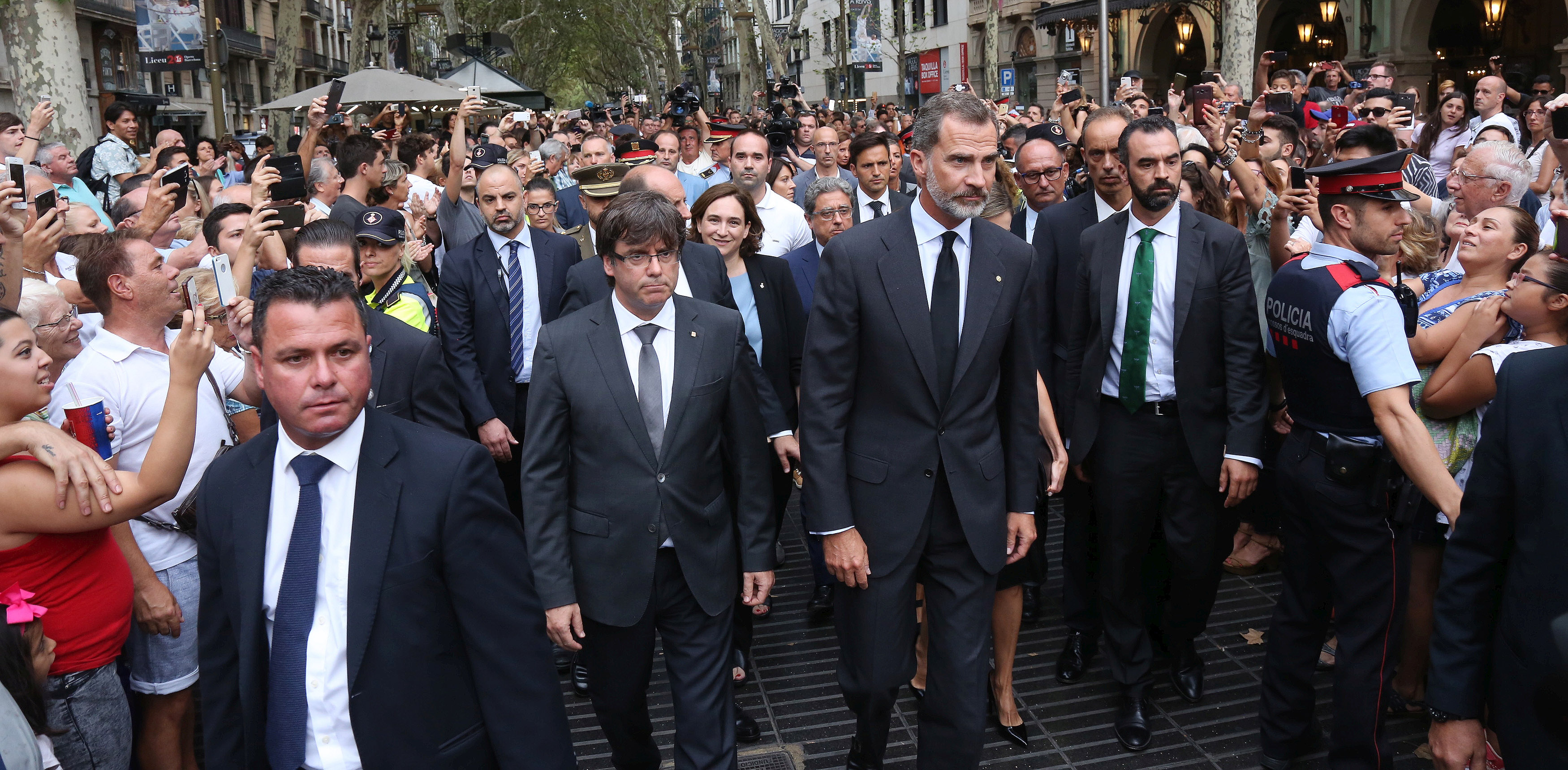
Il Re di Spagna assieme al Presidente della Catalogna e al sindaco di Barcellona

L'operazione "Gàbia" è stata avviata dai Mossos d'Esquadra al fine di individuare gli attentatori. Tutti gli eventi a Barcellona sono stati annullati e sia il Presidente catalano Carles Puigdemont che il sindaco di Barcellona Ada Colau hanno annullato le loro vacanze in modo da tornare in città e partecipare alla gestione delle crisi. Allo stesso modo, il Presidente del Governo spagnolo Mariano Rajoy ha annullato le sue vacanze ed è giunto a Barcellona con la vicepremier Soraya Sáenz de Santamaría ed il Ministro dell'Interno Juan Ignacio Zoido. La Spagna e il governo regionale catalano hanno dichiarato tre giorni di lutto.
Molti leader del mondo hanno dichiarato la loro solidarietà e vicinanza alla Spagna affermando la loro dura condanna verso l'attentato.